# SU-152
Le SU-152 est un obusier automoteur lourd soviétique utilisé pendant la Seconde Guerre mondiale.
Il s'agit d'un obusier de 152 mm monté sur une adaptation de châssis du char lourd KV-1S. Le premier modèle est réalisé le 17 janvier 1943, d'après les projets de Joseph Kotine, et il connaît son baptême du feu lors de la bataille de Koursk. Il est surnommé « Tueur de fauves » en raison de sa capacité à détruire les chars « Tigre I » et « Panther » allemands.
Plus tard, la production utilise un châssis de char Joseph Staline (IS) et est renommé ISU-152.